# Osiny (Głowno)
Osiny – od 1934 południowa część miasta Głowna obejmująca swym zasięgiem tereny wokół ulicy Sikorskiego; do 1954 roku północno-zachodnia część wsi Osiny w powiecie brzezińskim, z którą graniczy poprzez ulicę Fabryczną.

## Historia
Osiny od 1867 roku należały do gminy Dmosin. W okresie międzywojennym przynależały do powiatu brzezińskiego w woj. łódzkim. W 1921 roku liczba mieszkańców wsi Osiny wynosiła 83, kolonii Osiny – 297 a folwarku Osiny – 32. 16 września 1933 utworzono gromadę Osiny w granicach gminy Dmosin, składającą się ze wsi Huta Józefów oraz wsi, kolonii i folwarku Osiny. 10 lipca 1934 część folwarku Osiny (Swobodę) włączono do Głowna.
Podczas II wojny światowej w Generalnym Gubernatorstwie, w powiecie Lowitsch w dystrykcie warszawskim. W 1943 Osiny liczyły 970 mieszkańców.
Po wojnie Osiny powróciły do powiatu brzezińskiego w województwie łódzkim, gdzie stanowiło jedną z 15 gromad gminy Dmosin.
W związku z reorganizacją administracji wiejskiej jesienią 1954, bloki kolonii mieszkaniowej Osiny włączono do Głowna.